# 川部誠治
川部 誠治（かわべ せいじ、1955年（昭和30年）9月3日 - ）は、日本の実業家。
北海道小樽潮陵高等学校を経て、東京理科大学理工学部卒業。大学では体育会テニス部に所属した。三菱ＨＣキャピタル株式会社代表取締役会長、元日立キャピタル執行役社長 兼 CEO。北海道小樽市出身。実家は米屋。リース事業協会副会長。

## 略歴
- 1980年 4月 日立リース株式会社（現 三菱ＨＣキャピタル株式会社）入社、名古屋営業配属[3]
- 2000年10月 日立キャピタル株式会社（現 三菱ＨＣキャピタル株式会社）　関西第一法人支店営業第二部長
- 2002年 4月 関西法人支店長
- 2003年 4月 本社第一営業本部長
- 2004年 4月 業務役員 本社第一営業本部長
- 2007年 9月 業務役員 営業統括部門副部門長 兼 東京第二営業本部副本部長
- 2008年 4月 執行役常務 営業統括部門副部門長
- 2009年 4月 執行役常務 営業統括部門長
- 2010年 4月 執行役常務 法人事業本部長 兼 金融サービス事業本部長
- 2012年 4月 執行役専務
- 2015年 4月 執行役専務 営業統括本部長 [5]
- 2016年 4月 執行役社長 兼 CEO [5]
- 2021年 4月 三菱ＨＣキャピタル株式会社 代表取締役会長